# Marcus Nyblom

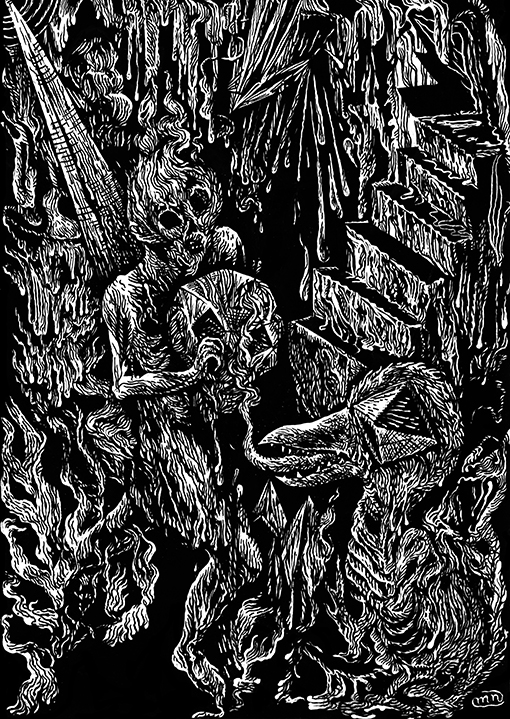
"Hasta la muerte" av Marcus Nyblom, 2014.

Erik Marcus Kåre Nyblom, född 4 september 1968 i Engelbrekts församling i Stockholm,  är en svensk illustratör, formgivare och serietecknare. 
Marcus Nyblom är uppvuxen i Stockholm. Han är son till journalisterna Kåre Nyblom och Elisabeth Husmark, sonson till arkitekten och formgivaren Peder Nyblom, dotterson till läkaren Erik Husmark och brorson till TV-hallåan Ragna Nyblom. Han har läst socialantropologi och litteraturvetenskap på Stockholms universitet och är utbildad på konstskolan Gerlesborgsskolan.
Nyblom har medverkat sedan 2002 i Galago och har medverkat i franska, finska, slovenska och lettiska publikationer. Han är också en av grundarna till seriebokförlaget Kolik förlag. Nyblom ingick 2008–2010 i Galagos redaktion. Nyblom grundade 2012 konstgalleriet Shooting Star Gallery tillsammans med Petter Kallioinen.
Marcus Nyblom gav ut boken Skissbok på Kartago förlag i september 2007 och boken Keep Smiling! 2009 på det tyska förlaget Bongout.